# Torneo de Eastbourne 2016
El Torneo de Eastbourne 2016, también conocido como el Aegon International 2016, es un torneo de tenis. Pertenece a la WTA Tour 2016 en la categoría Premier. El torneo se jugó sobre las canchas de césped del Devonshire Park Lawn Tennis Club en la ciudad de Eastbourne (Gran Bretaña) desde el 19 de junio hasta el 25 de junio de 2016.

## Cabeza de serie

### Individual femenino
| Tenista                   | Ranking | Preclasificada |
| Agnieszka Radwanska       | 3       | 1              |
| Roberta Vinci             | 7       | 2              |
| Belinda Bencic            | 8       | 3              |
| Timea Bacsinszky          | 10      | 4              |
| Petra Kvitova             | 11      | 5              |
| Svetlana Kuznetsova       | 12      | 6              |
| Samantha Stosur           | 14      | 7              |
| Carla Suárez              | 15      | 8              |
| Madison Keys              | 16      | 9              |
| Karolína Plíšková         | 17      | 10             |
| Johanna Konta             | 19      | 11             |
| Sloane Stephens           | 20      | 12             |
| Dominika Cibulková        | 21      | 13             |
| Sara Errani               | 22      | 14             |
| Anastasiya Pavliuchenkova | 23      | 15             |
| Irina-Camelia Begu        | 26      | 16             |

- Ranking del 13 de junio de 2016

### Dobles femenino
| Tenista                            | Ranking | Preclasificada |
| Martina Hingis Sania Mirza         | 2       | 1              |
| Chan Hao-ching Chan Yung-jan       | 11      | 2              |
| Yekaterina Makarova Yelena Vesnina | 19      | 3              |
| Tímea Babos Yaroslava Shvedova     | 21      | 4              |

## Campeones

### Individuales femenino
Dominika Cibulková venció a  Karolína Plíšková por 7-5, 6-3

### Dobles femenino
Darija Jurak /  Anastasia Rodionova vencieron a  Hao-Ching Chan /  Yung-Jan Chan por 5-7, 7-6(4), [10-6]